# Ghost of Tsushima
Ghost of Tsushima es un videojuego de acción-aventura desarrollado por Sucker Punch Productions y publicado por Sony Interactive Entertainment para PlayStation 4 y PlayStation 5. Con un mundo abierto para que los jugadores exploren, el juego gira en torno al último samurái en la isla de Tsushima durante la primera invasión mongola de Japón. El lanzamiento del juego se produjo el 17 de julio de 2020.
El 25 de marzo de 2021 en la cuenta oficial de instagram de Sucker Punch Productions anunciaron que tendrá su propia película, la fecha aun esta indefinida y estará producida por Sony Pictures y PlayStation Productions. El director será Chad Stashelski (Director de la saga de John Wick) junto con la productora 87Eleven Entertainment y estará bajo la supervision de Sucker Punch, que a su vez será la productora ejecutiva.

## Sinopsis
Ambientada en 1274 en la isla epónima de Tsushima, el juego gira en torno al samurái Jin Sakai (Daisuke Tsuji), uno de los pocos supervivientes de la primera invasión mongola a Japón. Jin tendrá que dominar un nuevo estilo de lucha, el camino del Fantasma, para derrotar a las fuerzas mongolas y luchar por la libertad de su pueblo y de la isla. Jin se ve envuelto en un conflicto moral, ya que según el estricto código samurái (Bushido) luchar sigilosamente es deshonroso. Tampoco recibe la aprobación de su tío, el señor de la isla de Tsushima, que es una figura paterna para él.

## Argumento
En el año 1274, una flota mongola bajo el mando de Khotun Khan lanza una invasión contra la isla japonesa de Tsushima. Lord Shimura, jitō de la región, junto con su sobrino Jin Sakai, encabezan la resistencia organizada por las cinco grandes familias de la isla: los clanes Shimura, Sakai, Adachi, Nagao y Kikuchi, enfrentándose a los invasores en la playa de Komoda. La batalla termina en desastre: los samuráis son derrotados y masacrados por los mongoles, Shimura es capturado y Jin resulta gravemente herido, siendo dado por muerto. Sin embargo, Jin es rescatado y cuidado por Yuna, una ladrona, quien le revela que los invasores han tomado el control de toda la isla. 
Jin ataca el fuerte de Khotun en el castillo de Kaneda con la intención de rescatar a Shimura, pero su intento es frustrado por Khotun, quien lo derrota y lo arroja desde lo alto del puente del castillo, no obstante, sobrevive a la caída. Jin se da cuenta de que no puede vencer a los mongoles por sí solo ni mediante las tradicionales tácticas samuráis, por lo que decide reclutar aliados y aprender tácticas de guerra de guerrillas, desafiando el estricto código de honor samurái con el fin de liberar a su pueblo. Jin forja una alianza con una variedad de aliados, entre ellos Yuna, su hermano herrero Taka, el comerciante de sake y estafador Kenji, el experto arquero Sadanobu Ishikawa, la samurái Masako Adachi y su viejo amigo mercenario Ryuzo, quien lidera a los "rōnin del sombrero de paja". 
A medida que Jin desmantela las operaciones mongolas y rescata aldeas bajo el control de estos, los habitantes de Tsushima comienzan a llamarlo «El Fantasma», una figura legendaria que encarna el espíritu de un samurái resurgido para enfrentarse a los invasores. Taka diseña un gancho de escalada que permite a Jin trepar por las murallas de la fortaleza de Kaneda, facilitando un ataque coordinado con sus aliados. Sin embargo, durante la operación, Ryuzo y los rōnin sombrero de paja, desesperados por el hambre y la difícil situación de la invasión mongola, traicionan a Jin con la intención de reclamar la recompensa que Khotun Khan ha puesto por su cabeza. Jin se enfrenta a Ryuzo, logrando herirlo y obligándolo a huir. Tras este enfrentamiento, Jin continúa con el ataque, liberando con éxito a Lord Shimura y recuperando el control de la fortaleza de Kaneda. 
No obstante, mientras Jin llevaba a cabo la recuperación del castillo, Khotun Khan se traslada a la región de Toyotama, donde invade el castillo Shimura y lo convierte en su nueva fortaleza junto a Ryuzo. Ante esto, Jin recluta a más aliados, entre ellos Norio y sus monjes guerreros, así como a los habitantes de Yarikawa, con el objetivo de liderar un ataque al castillo Shimura y recuperarlo. Además, Jin convence al pirata Goro para que actúe como emisario de Shimura y entregue al shōgun una petición urgente de refuerzos y una solicitud formal en la que Shimura solicita que Jin sea reconocido como su hijo y legítimo heredero. 
Con un nuevo ejército en formación, Jin recupera la armadura ancestral de su familia gracias a Yuriko, la cuidadora de los Sakai, quien además le enseña a preparar veneno para usarlo contra sus enemigos. Jin y Taka intentan infiltrarse en una fortaleza donde se encuentra Ryuzo, pero caen en una emboscada y son capturados por Khotun. Este intenta convencer a Jin de unirse a su régimen y ejército, pero Jin rechaza la oferta. En respuesta, Khotun ordena a Taka que lo ejecute a cambio de su libertad. Taka intenta atacar a Khotun, pero este esquiva el golpe y lo decapita. Jin logra escapar con la ayuda de Yuna, quien llora desconsolada la muerte de su hermano. 
Posteriormente, llegan a la isla los refuerzos samuráis del shōgun, quienes, junto con los aliados reclutados por Jin, se preparan para asaltar el castillo Shimura. El ataque al castillo es llevado a cabo, obligando a los mongoles a retroceder hacia el interior del castillo. Sin embargo, los mongoles detonan explosivos en el puente que conduce al patio interior, causando numerosas bajas entre las filas samuráis. Consciente de que otro ataque frontal provocaría mayores bajas, Jin opta por infiltrarse en la fortaleza para envenenar el airag de los mongoles y así eliminarlos. Durante la incursión, enfrenta y elimina a Ryuzo, pero una vez más no logra alcanzar a Khotun, quien se ha replegado a una fortaleza ubicada en el norte. Aunque el castillo es recuperado sin más bajas entre los samuráis, Shimura se enfurece con Jin debido a que sus métodos han quebrantado el código de honor samurái. 
Jin defiende sus acciones argumentando que el código es ineficaz contra los mongoles, quienes no respetan el honor. Ante la certeza de que el shōgun condenará a Jin por traición, Shimura sugiere culpar a Yuna como chivo expiatorio, pero Jin rechaza la idea y decide afirmar su nueva identidad como «El Fantasma». A regañadientes, Shimura ordena el arresto de Jin. Sin embargo, los aliados de Jin se mantienen fieles y lo ayudan a huir de su cautiverio. Durante la escapatoria, su caballo es gravemente herido por arqueros samuráis y fallece.
Jin se dirige hacia el norte y descubre que los mongoles han logrado replicar su veneno, planeando usarlo para envenenar a la población de Tsushima. De igual manera, junto a Yuna, ambos se enteran de que Kothun Khan se encuentra escondido en el Puerto Izumi. Antes de preparar un ataque decisivo contra él, Jin deja un mensaje para Shimura en su castillo, pidiéndole que colabore con los samuráis en la batalla, a lo que Shimura accede. Con la mayoría de las fuerzas mongolas distraídas, Jin se infiltra en el puerto y logra eliminar a Khotun en su barco insignia.
Con la muerte de Khotun, la invasión mongola pierde fuerza, y la balanza se inclina a favor de los samuráis. Shimura le informa a Jin que el shōgun lo considera una amenaza para la estabilidad de la isla y el orden tradicional basado en la obediencia de la población a sus líderes. Además, revela que el shōgun ha disuelto el clan Sakai y le ha ordenado eliminar a Jin. En un enfrentamiento cargado de recuerdos sobre sus pérdidas compartidas, Jin y Shimura se baten en duelo, del cual Jin emerge victorioso. Jin tiene la opción de otorgarle a Shimura una muerte honorable como guerrero o romper con el código samurái y perdonarle la vida. Sin importar su elección, Jin se convierte en un enemigo del shōgun, pero sigue defendiendo Tsushima de los mongoles y los bandidos que quedan.

## Isla Iki
En una región de Tsushima, Jin descubre una comunidad de isleños afectada por la locura causada por un veneno conocido como "medicina sagrada". Este veneno fue introducido por un grupo de mongoles liderados por un chamán que utiliza cánticos para fortalecer a sus aliados, haciéndolos más agresivos y resistentes en combate. Estos mongoles pertenecen a la tribu del Águila, dirigida por una chamán llamada Ankhsar Kathun, conocida como "el Águila". Después de derrotar a los mongoles, Jin descubre que el Águila ha invadido la isla Iki, un lugar marcado por su pasado, ya que su difunto padre, Kazumasa, lideró allí una fallida campaña militar contra piratas locales. Los samuráis se retiraron de la isla después de que Kazumasa fuera asesinado por un pirata.
Durante su infancia, Jin presenció la muerte de su padre, cargando desde entonces con la culpa de no haber podido salvarlo. Ante la nueva amenaza que representa el Águila, Jin decide viajar a la isla Iki, no solo para detenerla, sino también para enfrentar su pasado. Una tormenta destruye el barco de Jin, pero logra sobrevivir y finalmente llega a la isla. Allí descubre que la base del Águila es el antiguo fuerte Sakai, que perteneció a su padre. Jin lanza un ataque contra el fuerte, pero es derrotado y capturado por Khunbish, lugarteniente del Águila, quien lo lleva ante ella. Ambos obligan a Jin a consumir la medicina sagrada con la intención de convertirlo en uno de los chamanes de su tribu.
El veneno provoca que Jin experimente alucinaciones frecuentes, viendo visiones del Águila, de su difunto padre y de algunos de sus fracasos pasados. Jin es rescatado por el pirata Tenzo, quien, a pesar del resentimiento de los piratas hacia los samuráis tras el asalto que lideraron, acepta a regañadientes colaborar con Jin. Tenzo lo lleva ante Fune, la líder de los piratas, y juntos trabajan para debilitar el control del Águila sobre la isla. Finalmente, Jin logra recuperar el fuerte Sakai y derrotar a Khunbish.
Después de repeler un ataque de las fuerzas mongolas del Águila, Jin escucha a Tenzo pronunciar la frase "Que tu muerte beneficie a todos los seres" a un mongol moribundo, la misma que el asesino de Kazumasa dijo antes de matarlo. Al darse cuenta de que Tenzo fue quien asesinó a su padre, Jin casi lo mata, pero logra controlar su ira. En cambio, propone recrear la emboscada que mató a Kazumasa para atraer al Águila y eliminarla definitivamente. A pesar de las constantes alucinaciones, Jin supera los efectos del veneno al aceptar los errores de su padre y reconciliarse con su muerte. En un duelo decisivo, Jin derrota al Águila. Finalmente, Jin y Tenzo se perdonan mutuamente antes de tomar caminos separados.

## Jugabilidad
Ghost of Tsushima es un juego de acción-aventura. Jugado desde una perspectiva en tercera persona, el juego presenta un gran mundo abierto que los jugadores pueden explorar libremente. El juego no cuenta con ningún waypoint, lo que permite a los jugadores explorar por sí mismos sin guía. Los jugadores pueden viajar a diferentes partes del mundo del juego rápidamente montando a caballo. Un artículo que actúa como un gancho de agarre está disponible para que los jugadores accedan a las áreas que son difíciles de alcanzar. El juego también cuenta con misiones secundarias y los jugadores pueden interactuar con otros personajes.
Los jugadores pueden enfrentarse directamente con enemigos usando armas como la katana, wakizashi, tantō, yumi, etc. a menudo desmembrándolos. También pueden encadenar una serie de ataques fatales después de resaltar a los enemigos. Alternativamente, los jugadores pueden utilizar el sigilo para evadir a los enemigos y golpearlos en silencio. Los jugadores también pueden participar en un duelo de uno contra uno con personajes no jugables.

## Desarrollo
Ghost of Tsushima ha sido desarrollado por Sucker Punch Productions. Después de completar Infamous: Second Son, el equipo quería desarrollar otro proyecto de mundo abierto porque el equipo creía que las "elecciones de jugadores" son importantes para el juego. El juego no cuenta con ningún waypoint para que los jugadores tengan total libertad para explorar el mundo del juego. Según Nate Fox, el director del juego, el equipo destiló los numerosos lanzamientos internos del juego en "la fantasía de convertirse en samurái" durante la conceptualización del juego.

### Ambientación
Se eligió la invasión mongola de Tsushima como escenario porque el conflicto era "fácil de conceptualizar de inmediato para la gente". Como los mongoles en ese momento tenían el ejército más avanzado del mundo, había mucho en juego que requería que Jin, y por lo tanto el jugador, interviniera. Para asegurarse de que el mundo del juego fuera auténtico, el equipo consultó a SIE Japan Studio, un compañero del equipo de desarrollo de juegos de Sony, al principio del desarrollo del juego. Japan Studio estaba entusiasmado con la idea y ayudó a llevar a aproximadamente 10 miembros de Sucker Punch a Japón y la isla Tsushima para una visita guiada de 10 u 11 días con un historiador. El equipo visitó Japón dos veces para investigar Tsushima, una durante el verano y otra en noviembre, durante el aniversario de la invasión.  Japan Studio también ayudó a conectar a Sucker Punch con historiadores a quienes el equipo consultó sobre la historia de la invasión y las costumbres y tradiciones japonesas locales. También se consultó a expertos en dialectos japoneses, religiones durante el siglo XIII y la recreación de kanji del siglo XIII. El equipo invitó a Ide Ryusetsu y Kuwami Masakumo Shike, expertos de una escuela de artes marciales de samuráis, a realizar la captura de movimiento para el juego y asesorar al equipo sobre la lucha con espadas. David Ishimaru, experto en lucha con espadas históricas con sede en Seattle, también participó en la creación del estilo de combate del juego. Si bien el equipo inicialmente consideró introducir figuras históricas de la vida real en el juego, se abstuvieron de hacerlo después de que los expertos les dijeron que sería insensible. La armadura samurái y la katana de Jin no son históricamente precisas, con su armadura basada en la del período Sengoku durante los siglos XVI y XVII. Según Chris Zimmerman, uno de los cofundadores de Sucker Punch, la armadura samurái del siglo XIII tenía un "aspecto discordante" y no se alineaba con las expectativas de los jugadores sobre cómo sería la armadura samurái. La katana se incluyó en el juego ya que se consideraba el "icono por excelencia de los samuráis". Uno de los localizadores japoneses del juego también sugirió a los desarrolladores que la misión secundaria "haiku" del juego se reemplazara por una misión secundaria waka menos anacrónica, pero esto fue rechazado debido a la relativa reconocibilidad del haiku fuera de Japón.
Uno de los objetivos centrales de los desarrolladores era tener personajes fuertes y bien desarrollados. A diferencia de los juegos de Infamous, Ghost of Tsushima no tiene un sistema de karma de personajes. Su ausencia permitió al equipo contar una historia más cohesiva que reflejaba mejor la transformación de Jin de un samurái honorable a un guerrero legendario que debe sacrificar todo lo que sabe sobre el honor y la tradición para salvar a Tsushima. En lugar de que al jugador se le presenten opciones binarias como en Infamous, el mundo y los personajes reaccionan dinámicamente a las elecciones de Jin en la historia, ya sea desaprobando sus acciones o animándolas. El equipo creía que la historia sería identificable, ya que consideraron el viaje de Jin de renunciar a quién era para "convertirse en algo nuevo" como un mensaje universal que resonaría entre los jugadores de hoy en día. A pesar de esto, el jugador aún puede cambiar entre el estilo fantasma y el estilo samurái sin problemas, ya que las raíces de Jin como samurái no cambian a pesar de su transformación para convertirse en fantasma. Si bien el juego no tiene una mecánica de karma, el clima en la isla de Tsushima se vuelve más tormentoso cuando el jugador usa técnicas de fantasmas con más frecuencia. El antagonista del juego, Khotun Khan, no sufre ningún cambio transformador. Si bien es un invasor despiadado, tiene un "aspecto burocrático" mientras intenta conquistar la isla Tsushima con un derramamiento de sangre mínimo.  Patrick Gallagher se unió al elenco en 2017 y se preparó para el papel de Khotun Khan viendo El padrino y aprovechando su experiencia interpretando a Atila el huno en Night at the Museum.
Si bien Fox dijo que el juego estaba "totalmente basado en la realidad", el equipo se tomó la libertad de crear una narrativa ficticia. La invasión mongola inicial en el mundo real fue frustrada por un huracán, y el equipo lo reconoció con la katana de Jin, que está grabada con diseños de viento de tormenta. 13 asesinos de Takashi Miike y películas dirigidas por Akira Kurosawa como Seven Samurai, Sanjuro, Yojimbo, Barba Roja y Ran, sirvieron como fuentes importantes de inspiración para el equipo. El final de Sanjuro inspiró directamente la función de juego de "enfrentamiento" del juego, en la que un guerrero debe esperar a que su contraparte haga su primer movimiento y luego matarlo de un solo golpe. El equipo intentó replicar el código samurai representado en Seven Samurai en el juego. Además, el equipo contactó a Kurosawa Estate para usar el nombre del director para su modo de juego en blanco y negro. La serie de cómics Usagi Yojimbo, que presenta a un conejo samurái de modales suaves que resuelve varios problemas para ciudadanos comunes, también influyó en el equipo. Fox leyó esta serie de cómics cuando estaba trabajando en los juegos de Sly Cooper. El apellido del protagonista del juego fue un homenaje a Stan Sakai, el creador de Usagi Yojimbo.  Varios videojuegos también inspiraron al equipo de desarrollo: muchos de los elementos del juego se inspiraron en Tenchu, mientras que la opción de jugar tanto como el fantasma como un samurái honorable fue influenciada por Onimusha: Warlords. Karateka y Red Dead Redemption también fueron citados como fuentes de inspiración.

## Premios
- The Game Awards como a la mejor Dirección Artística

- Considerado el Mejor Juego del Año por los jugadores.

- The Game Awards como Player´s Voice